# Wizink
Wizink (ou “WiZink”, por questões de estilo) é um banco online, com presença em Espanha e Portugal, especializado em cartões de créditos e produtos de poupança. É um banco sem agências que opera através de canais digitais e que tem também outros canais complementares, como o canal telefónico e posições em centros comerciais, estações de comboio e aeroportos. O nome está associado à transcrição fonética das palavras em inglês “we think” (“pensamos”, em português).
Desde o dia 6 de novembro de 2018, é detido pelo fundo americano de investimentos Värde Partners.

## Historial
Em meados de 2000, o Bancopopular-e, o banco do grupo Banco Popular, abriu as suas “portas virtuais”, destinadas às pessoas que pretendiam operar exclusivamente pela Internet.
A 21 de setembro de 2014, o Banco Popular concluiu a aquisição da atividade relativa ao retalho e aos cartões do Citibank em Espanha. A operação foi realizada através do Bancopopular-e, prevendo que esta entidade tomasse a seu cargo 1,2 milhões de clientes e ativos no valor de 2,9 mil milhões de euros.
A 30 de setembro de 2014, o Banco Popular concluiu a venda de 51% da sua participação no Bancopopular-e ao fundo americano de investimentos Värde Partners por 510 milhões de euros. O negócio incluía a atividade relativa aos cartões do Banco Popular.
A 5 de dezembro de 2015, as agências adquiridas ao Citibank através do Bancopopular-e foram encerradas, com os antigos clientes a tornarem-se clientes dos serviços bancários online e a terem de visitar outras agências do grupo Banco Popular.
A 30 de junho de 2016, o Bancopopular-e passou a ter outro nome, WiZink, com foco na atividade relativa aos cartões e depósitos. Os restantes produtos foram geridos através do Banco Popular.
A 11 de novembro de 2016, o WiZink adquiriu a atividade relativa aos cartões de crédito Barclays em Espanha e em Portugal à Barclaycard. Após esta aquisição, o WiZink passou a contar com 1200 colaboradores.
A 21 de abril de 2017, o WiZink lançou a sua marca em Portugal.
A 26 de março de 2018, o Banco Santander anunciou um acordo com o fundo americano de investimentos Värde Partners para a venda de 49% do WiZink detida pelo Banco Popular. Além disso, o Banco Popular veio a recuperar a atividade relativa aos cartões de crédito, a qual havia vendido ao WiZink em 2014 em Espanha e em 2016 em Portugal.
A 1 de agosto de 2018, o grupo WiZink adquiriu 100% da empresa espanhola de tecnologia financeira Aplazame. O valor da operação não foi divulgado.
A 6 de novembro de 2018, o Banco Santander vendeu a sua participação de 49% no WiZink ao Värde Partners por 1043 milhões de euros. Além disso, o Banco Santander e o Banco Santander Totta adquiriram a atividade relativa aos cartões de crédito e débito comercializada pelo grupo Banco Popular em Espanha e Portugal que o WiZink tinha adquirido em 2014 e 2016.
Em março de 2021, o WiZink adquiriu a Lendrock, uma plataforma 100% digital para financiar carros usados em Espanha. Em junho, a empresa tornou-se a patrocinadora oficial e parceira de pagamentos do clube de futebol Sport Lisboa e Benfica.
A 17 de dezembro, a WiZink completou com sucesso a securitização de créditos num total de 150 milhões de euros, colocada com investidores institucionais. A operação, denominada Viriato Finance No. 1, envolveu o portefólio de crédito pessoal do banco (títulos garantidos por ativos de empréstimos ao consumo) em Portugal.
Em fevereiro de 2022, o WiZink apresentou o Crédito Pessoal WiZink, oferecendo quatro opções diferentes de crédito pessoal e entrou no mercado global de seguros ao efetuar uma parceria com a iptiQ, uma subsidiária do grupo Swiss Re.
A 10 de outubro, a PLMJ aconselhou a WiZink numa nova operação de securitização envolvendo um portefólio de cartões de crédito avaliado em, aproximadamente, 210 milhões de euros. As obrigações obtiveram uma notação de risco de crédito da Fitch e DBRS e foram admitidas para negociação na Euronext Lisboa.
Em novembro, a empresa lançou dois seguros sob a sua marca no mercado português: Seguro WiZink Morte por Acidente e Seguro WiZink Hospitalização por Acidente.
A 14 de fevereiro de 2023, o banco digital WiZink lançou o seu programa de voluntariado “Construir uma Sociedade Digital”. Esse programa visa disponibilizar sessões digitais de educação a cerca de 300 estudantes de várias escolas em Portugal, em colaboração com a Junior Achievement Portugal, uma organização não lucrativa focada em promover o empreendedorismo, educação financeira e competências de empregabilidade.
Em maio, a WiZink e a Cepsa apresentaram o cartão de crédito Cepsa Gow ao mercado com programa de fidelização, o Clube Cepsa Gow.
Em setembro de 2023, após os últimos três anos, a WiZink investiu 8,5 milhões de euros para combater a ciberfraude, o que corresponde a mais 10% do que em 2022 e quatro vezes mais do que o valor investido em 2019.
Em 2025, a WiZink conquistou o prêmio “Escolha do Consumidor” pelo 10º ano consecutivo na categoria Cartão de Crédito e o prêmio “Cinco Estrelas” pelo 8º ano consecutivo